# Guatapé (ort)
Guatapé är en ort i Colombia.   Den ligger i departementet Antioquía, i den centrala delen av landet, 220 km nordväst om huvudstaden Bogotá. Guatapé ligger 1 941 meter över havet och antalet invånare är 5 389. Den ligger vid sjön Embalse del Peñol.
Terrängen runt Guatapé är varierad, och sluttar norrut. Runt Guatapé är det ganska tätbefolkat, med 93 invånare per kvadratkilometer. Närmaste större samhälle är Santuario, 15,4 km sydväst om Guatapé. Omgivningarna runt Guatapé är en mosaik av jordbruksmark och naturlig växtlighet.